# جائزة أفضل صانع لعب في الدوري الإنجليزي الممتاز
جائزة أفضل صانع لعب في الدوري الإنجليزي الممتاز (بالإنجليزية: Premier League Playmaker of the Season) وهي جائزة كرة قدم سنوية تقدم من قبل رابطة الدوري الإنجليزي الممتاز إلى اللاعب الذي حقق أكبر عدد من التمريرات الحاسمة (آخر تمريرة تم تمريرها قبل تسجيل الهدف) في الدوري الإنجليزي الممتاز. من أجل أغراض الدعاية الإعلامية والرعاية، تُعرف الجائزة بـ جائزة كادبوري أفضل صانع لعب في الدوري الإنجليزي الممتاز (بالإنجليزية: Cadbury Playmaker of the Season).
وقد تم تقديم الجائزة لأول مرة في موسم 2017–18، وحققها يومئذ لاعب خط الوسط لمانشستر سيتي البلجيكي كيفين دي بروين بعدما مرر 16 تمريرة حاسمة.

## الفائزون
| اللاعب (س)     | اسم لاعب وعدد مرات فوزه بالجائزة حتى ذلك الموسم (إذا كان أكثر من واحد).    |
| علامة الخنجرية | يشير إلى عدة فائزين بالجائزة في ذلك الموسم.                                |
| §              | يشير إلى فوز النادي بلقب الدوري الإنجليزي الممتاز في ذلك الموسم.           |
| #              | يشير إلى أن عدد التمريرات الحاسمة كان أيضًا رقمًا قياسيًا في الدوري الإنجليزي |

| الموسم  | اللاعب            | البلد   | النادي          | التمريرات | م.    |
| ------- | ----------------- | ------- | --------------- | --------- | ----- |
| 2017–18 | كيفن دي بروين     | بلجيكا  | مانشستر سيتي    | 16        | [ 2 ] |
| 2018–19 | إدين هازارد       | بلجيكا  | تشيلسي          | 15        | [ 3 ] |
| 2019–20 | كيفن دي بروين (2) | بلجيكا  | مانشستر سيتي    | 20        | [ 4 ] |
| 2020–21 | هاري كين          | إنجلترا | توتنهام هوتسبير | 14        | [ 5 ] |
| 2021–22 | محمد صلاح         | مصر     | ليفربول         | 13        | [ 6 ] |
| 2022–23 | كيفن دي بروين (3) | بلجيكا  | مانشستر سيتي    | 16        |       |
| 2023–24 | أولي واتكينز      | إنجلترا | أستون فيلا      | 13        |       |
| 2024–25 | محمد صلاح (2)     | مصر     | ليفربول         | 18        |       |

## الإحصائيات

### حسب البلد
| البلد   | المجموع |
| ------- | ------- |
| بلجيكا  | 4       |
| إنجلترا | 2       |
| مصر     | 2       |

### حسب النادي
| النادي          | المجموع |
| --------------- | ------- |
| مانشستر سيتي    | 3       |
| ليفربول         | 2       |
| تشيلسي          | 1       |
| توتنهام هوتسبير | 1       |
| أستون فيلا      | 1       |